# Ohvida coxana
Ohvida coxana là một loài nhện trong họ Ctenidae.
Loài này thuộc chi Ohvida. Ohvida coxana được Elizabeth Bangs Bryant miêu tả năm 1940.